# Concepción, Peru
Concepción är en peruansk stad, centralort i distriktet och i provinsen med samma namn i departementet Junín, i hjärtat av Mantarodalen, 22 kilometer nordväst om staden Huancayo.

## Historia
Staden grundades av spanjorerna den 8 december 1536 med namnet La Purísima Concepción de Lapa. Concepción var ett distrikt i Jauja fram till 1951.
Staden kallas ”Den två gånger ärorika” (Dos veces heroica). Första gången den kallades "Ärorik stad" var av general San Martín, när han modigt mötte vicekungens spanska militärstyrkor, med deltagande av hjältinnorna från Toledo. Den andra gången belönades staden i slaget vid Concepción den 9 juli under Breñakampanjen i Salpeterkriget.

### Kolonialtiden
År 1536 den 8 december grundade spanjorerna staden över en inhemsk by som hette Lapa. Concepción de Lapa var en del av repartimientot Hurín Huanca, 1578, och av Corregimiento de Jauja och ciudad de los Reyes förutom att vara anförtrott åt kapten Martín de Guzmán. Lapa kvarstod som del av Corregimiento de Jauja till 1784 då intendenturer bildades. Sedan dess till 1821 låg det under kommunen Tarma som en del av subdelegationen Jauja.
Församlingen Concepción grundades av franciskaner, och Xauxadalen tillhörde biskopsstiftet i Lima fram till 1865 då det övergick till Huánucos stift.
Innan grundandet av klostret i Ocopa var Concepción lärosäte för missionen i öst, med ett kloster av franciskaner. "El Convento de Observancia de San Francisco" som blev det nuvarande konventet Santa Rosa de Ocopa. Klostret grundades av de första missionärerna under tiden för vicekungen Don José de Armendáriz, markis av Castelfuerte 1724.
År 1725 genom en bulla av påven Clemens XIII grundades klostret av broder Francisco de San José, och genom kungligt dekret av kung Ferdinand VI. Konventet Santa Rosa de Ocopa låg under Limas stift fram till 1787, med broder Francisco Manuel Sobreviela och 34 munkbröder.
Den här artikeln är helt eller delvis baserad på material från spanskspråkiga Wikipedia.